# اوست-تاباسکا
اوست-تاباسکا (به لاتین: Ust-Tabaska) یک منطقهٔ مسکونی در روسیه است که در باشقیرستان واقع شده‌است.